# Monegaskische voetbalbond
De FMF of de Fédération Monégasque de football is de Monegaskische voetbalbond. De bond werd opgericht op 8 december 1889. Sinds 1904 is de bond aangesloten bij de FIFA. De FMF organiseert evenementen voor het nationale elftal. Monaco is geen lid van de FIFA of de UEFA, maar is aangesloten bij de CENF.

## Monegaskisch elftal
De FMF is ook het instituut dat het Monegaskisch voetbalelftal onder zich heeft. De bondscoach is in dienst van de FMF en de spelers worden door de FMF uitgenodigd. Op het VIVA-wereldkampioenschap in 2006 werd Monaco tweede, nadat het in de finale met 21–1 van de Saami had verloren.

## Monegaskisch landskampioenschap
In 2000/2001 begon de eerste editie van het Monegaskisch landskampioenschap, de winnaar van toen is onbekend.
In de volgende twee seizoenen werden AJS Monéghetti en de Monte Carlo Country Club kampioen. Er is verder niets bekend over de competitie, maar wel is bekend dat er al sinds 1976 een bekertoernooi wordt georganiseerd.
Lijst van Monegaskische landskampioenen:
- 2000/01: Onbekend
- 2001/02: AJS Monéghetti
- 2002/03: AJS Monéghetti & Monte Carlo Country Club (titel werd gedeeld).